# Constitution de l'Ambazonie
 (septembre 2022).
Lire en ligne

Consulter

La Constitution d'Ambazonie est la loi fondamentale de l'Ambazonie non reconnue, créée et publiée en août 2017. Il se compose de 13 chapitres, 70 articles et alinéas. Les premières pages contiennent la proclamation d'indépendance et le préambule. 